# Вихрен Чернокожев
Вихрен Илиев Чернокожев е български литературен историк и критик, доктор по филология.

## Биография
Роден е на 5 юли 1951 г. в Пловдив. Кандидат на филологическите науки (днес „доктор“) с дисертация на тема „Димитър Подвързачов. Жизнен и творчески път“ (1980). От 1990 г. старши научен сътрудник II степен (днес „доцент“) в Института за литература при БАН. Заместник-директор на Института за литература (2000 – 2012). Ръководител на Издателски център „Боян Пенев“ в Института за литература (2002 – 2012). Член на Сдружение на българските писатели.
Вихрен Чернокожев е един от малцината изследователи на българския литературен хумор и сатира. За книгата си „Българският смях: Очерци и портрети“ (1994) е отличен с Националната награда „Райко Алексиев“.
Автор на проекта „Антитоталитарната литература“ и на проекта за издателска поредица „Другата българска литература на ХХ век“ в Института за литература при БАН. Автор на проекта „Идентичност и асимилация. „Възродителният процес“ през 1970-те – 1980-те години на ХХ век в литературата на мюсюлманските общности“ – съвм. с проф. д-р Зейнеп Зафер от Анкарския университет.